# Пробуда
Село Пробуда се налази у општини Трговиште у Бугарској. Према подацима од 21.07. 2005. године има 599 становника.

## Географија
Кроз село пролази републички пут I-4.

## Историја
Близу села је 1960-их година била изграђена велика циглана за потребе становништва у тој области, која и данас постоји.